# 王琳 (軍人)
王 琳（おう りん、普通7年（526年）- 武平4年10月13日（573年11月22日））は、中国の南北朝時代の軍人。字は子珩。本貫は会稽郡山陰県。

## 経歴
南朝梁の湘東王常侍の王顕嗣の子として生まれた。王琳の姉妹たちが湘東王蕭繹の後宮に入ったため、王琳は若くして蕭繹の側近として仕えることができた。
太清2年（548年）、侯景が反乱を起こして長江を渡ると、王琳は米1万石を携えて建康に派遣された。到着しないうちに建康が陥落したため、王琳は余った米を江中に投棄して、軽舸で荊州に帰還した。まもなく岳陽郡内史に転じ、軍功により建寧県侯に封じられた。侯景の部将の宋子仙が郢州に拠ると、王琳はこれを攻め落として、宋子仙を捕らえた。さらに王僧弁に従って侯景を撃破し、湘州刺史に任じられた。
王琳は蕭繹（元帝）が侯景討伐のために送り出した諸将の中、杜龕とともに勲功第一であった。王琳の麾下の兵は1万人におよび、多くは江淮の反乱者の出身であり、このため王僧弁は反乱を懸念して元帝に処断を進言した。王琳は元帝に疑われたため、長史の陸納に部下の兵士を任せて湘州に向かわせ、自身は江陵におもむいた。元帝は廷尉卿の黄羅漢と太府卿の張載を湘州に派遣して王琳の麾下の軍を掌握させようとした。陸納らはこの命令に従わず、黄羅漢を捕らえ、張載を殺した。元帝は王僧弁を派遣して陸納を討たせ、陸納らは長沙に敗走した。湘州の乱が平定されないうちに、武陵王蕭紀が強盛となり、江陵の元帝政権は恐怖にしずんでいた。陸納は王琳の罪を許して、湘州刺史の位にもどすよう元帝に申し入れた。元帝は王琳を拘束したまま長沙に送った。王僧弁が監車に乗せられた王琳の姿を陸納らに見せると、陸納らは戈をなげうって泣きだし、王琳を入城させれば、自分たちは城を出ることを約束した。王琳が釈放されて入城すると、陸納らは降伏して湘州の乱は平定された。王琳が湘州刺史の位にもどると、王琳は蕭紀軍の東下をはばむために出兵した。蕭紀が滅ぶと、衡州刺史に任じられた。
梁の元帝は猜疑心が強かったため、王琳が民心を得ていることを知ると、都督・広州刺史に転出させた。王琳は嶺南の地を嫌って雍州刺史となるべく、元帝の信任する主書の李膺に工作した。李膺は王琳の言にその場はうなづきつつ、元帝に進言することがなかったので、王琳は広州に赴任することとなった。
承聖3年（554年）、江陵にいた元帝が西魏軍に包囲されると、王琳は再び湘州刺史に任じられて、援軍を準備した。王琳は長沙で江陵が陥落して元帝が殺害されたことを知り、元帝のために全軍に服喪を命じた。西魏は蕭詧を新しい梁の皇帝とした（後梁）が、王琳はこの政権を認めず、侯平（侯方児）に水軍を率いさせて後梁を攻撃させた。梁の皇族であった長沙王蕭韶と諸将は西魏と後梁に対抗するため、王琳を盟主に推した。侯平は長江を渡れなかったが、たびたび後梁の軍を破り、王琳の指図を受けなくなったため、王琳は将軍を派遣して侯平を攻撃させたが、勝てなかった。王琳は北斉に使者を送って調教した象を贈り同盟を求めた。さらに王琳は敵対していた西魏にも使者を送って妻子の返還を求め、後梁にも臣と称するなどして一時的に和睦した。
紹泰元年（555年）、陳霸先が王僧弁を殺害し、敬帝を擁立した。この時、王琳は車騎将軍・開府儀同三司の位を受けた。太平2年（557年）、陳霸先は王琳を司空・驃騎大将軍として召そうとした。王琳は陳霸先の命に従わず、水軍を率いて陳霸先の討伐を準備した。王琳の戦艦は千を数え、「野猪」と称された。10月、陳霸先が南朝陳を建国し、王琳を討つべく侯安都・周文育らが派遣された。王琳は平肩輿に乗り、鉞を手に軍を指揮して、沌口で侯安都らと戦った。王琳は沌口の戦いに勝利して、侯安都や周文育らを捕らえ、周鉄虎を斬った。王琳は湘州の軍府を郢城に移し、白水浦で練兵した。熊曇朗や周迪らが陳につくと、王琳は李孝欽や樊猛・余孝頃らを派遣して討たせたが、李孝欽らは陳軍に敗れて捕らえられた。天啓元年（558年）、侯安都・周文育らは王琳のもとから建康に逃げ帰った。
しかし王琳は陳の建国と陳霸先の皇帝即位を認めなかった。王琳は北斉の援助を求めるとともに、人質として鄴に送られていた梁の永嘉王蕭荘の身柄の返還を北斉に求めた。これが功を奏して、北斉の文宣帝により王琳は梁の丞相・都督中外諸軍事・録尚書事に任じられた。王琳は甥の王叔宝を鄴に送って蕭荘を迎えさせ、郢州で蕭荘を梁の皇帝として即位させた。蕭荘政権下で王琳は侍中・使持節・大将軍・中書監に任じられ、安城郡公に改封された。王琳は蕭荘とともに濡須口に進軍した。北斉は揚州道行台の慕容儼を派遣して長江北岸に進出させ、王琳を助けさせた。陳の安州刺史の呉明徹が湓城の襲撃を図ったため、王琳は巴陵郡太守の任忠を派遣して呉明徹を撃破させた。
天啓2年（559年）、王琳の軍が東下すると、陳の司空の侯安都らが王琳の進軍をはばんだ。天啓3年（560年）、陳の侯瑱らは王琳の水軍に手を焼いて、麾下の水軍を蕪湖に避難させた。このとき西南の風が強く吹いたので、王琳はこれを機会に直に揚州を奪取しようとはかった。侯瑱らはおもむろに蕪湖を出て、その後をつけた。両軍が交戦すると、西南の風が侯瑱の有利にはたらいた。王琳の兵に松明を敵船に投げ込んだ者がいたが、かえって味方の船を焼いてしまった。王琳の艦隊は壊滅して、その兵士で水死する者は二・三割におよび、残りも船を棄てて上陸したところを陳軍に殲滅された。王琳は袁泌と劉仲威に蕭荘を護衛させていたが、王琳の軍が敗れると、袁泌は陳に降り、劉仲威は蕭荘を連れて歴陽に逃れた。これにより蕭荘の興した梁は滅亡した。
王琳は蕭荘とともに北斉に降ってその都である鄴におもむき、北斉の援助を受けて梁を復興させようと図った。北斉の孝昭帝の命により合肥に派遣されると、旧部下を集めて陳に対する再戦を準備した。陳の合州刺史の裴景暉は、王琳の兄の王珉の婿であったが、斉軍を引き入れようとひそかに内通してきた。孝昭帝は王琳と行台左丞の盧潜を差し向けようと計画したものの、逡巡して決行できなかった。裴景暉は計画が漏れることをおそれ、単身で北斉に逃れてきた。王琳は孝昭帝の命により寿陽に駐屯し、驃騎大将軍・開府儀同三司・揚州刺史に任じられ、会稽郡公に封じられた。河清元年（562年）、北斉と陳とのあいだに友好関係が結ばれたため、王琳はいったん再戦をあきらめざるをえなくなった。王琳は寿陽にあって、行台尚書の盧潜と不仲であり、このため鄴に召還されたが、武成帝は不問に付した。滄州刺史に任じられ、後に特進・侍中となった。
武平4年（573年）、陳の呉明徹が北伐してくると、王琳は北斉の後主の命を受け、尉破胡らとともに秦州の救援におもむいた。王琳は持久戦の態勢を取るよう進言したが、尉破胡は聞き入れず、陳軍と戦って敗れた。王琳は単身で陳軍の包囲を突破し、彭城に帰還した。王琳は後主の命により兵を召募して寿陽におもむいた。爵位は巴陵郡王に進んだ。呉明徹が寿陽城を包囲し、淝水をせき止めて城を水攻めにした。北斉の皮景和らは近隣の淮西に駐屯していたが、寿陽の救援におもむこうとしなかった。呉明徹は昼夜を分かたず攻撃し、城内には疫病も蔓延して、ついに寿陽城は陥落した。王琳は建康に送られることとなったが、陳軍の軍中には王琳の旧部下たちが多くおり、王琳に同情する者が多いことを呉明徹が知ると、後の災いをおそれて部下を派遣し、後送中の王琳を追って城の東北20里のところで殺させた。享年は48。首級は建康に伝えられ、市にさらされた。王琳の旧部下であった徐陵が首級を丁重に葬るよう陳の朝廷に求め、呉明徹もまた賛同したため、陳の宣帝はこれを許可した。主簿の劉韶慧らが首級を淮南に帰し、八公山の麓で葬儀をおこなった。まもなく揚州の茅知勝ら5人がひそかに柩を鄴に送り届けた。北斉により王琳は十五州諸軍事・揚州刺史・侍中・特進・開府・録尚書事の位を追贈され、諡は忠武王といった。

## 子女
17人の男子があった。
- 王敬（長男、北斉で巴陵王の爵位を嗣ぎ、武平末年に通直散騎常侍となった）
- 王衍（九男、隋の開皇年間に開府儀同三司の位を受け、大業初年に渝州刺史として死去した）[27][28][29]

## 伝記資料
- 『北斉書』巻32 列伝第24
- 『南史』巻64 列伝第54